# Rick Zieff
Rick Zieff (nacido el 1 de noviembre de 1961) es un actor y entrenador de voz estadounidense.

## Carrera
Su carrera como locutor se remonta a mediados de los años 80. También ha aparecido en películas como Mississippi Burning, Nick of Time y Terminator 3: la rebelión de las máquinas. También prestó su voz a Shusuke Amagai en el doblaje en inglés de Bleach, así como a Simon en Steamboy.
Prestó su voz a Mr. Nosey (o Mr. Nosy) y Mr. Nervous en el doblaje estadounidense de The Mr. Men Show y a Rocket Cat en el doblaje estadounidense de La gatita Poppy bajo el seudónimo de Danny Katiana.
A partir de 2014, prestó su voz a Spike el perro en El show de Tom y Jerry de Warner Bros. Animation.
En 2019, Zieff se encargó de la dirección de voz del episodio piloto de Helluva Boss con Vivienne "VivziePop" Medrano, junto con Horseless Cowboy.
En 2021, Zieff prestó su voz al padre de Lynn Loud Sr., Leonard "Gramps" Loud en The Loud House.

## Vida personal
Zieff imparte un curso de canto en Los Ángeles.

## Filmografía

### Doblaje en anime
| Año       | Título          | Papel                           | Notas                            |
| --------- | --------------- | ------------------------------- | -------------------------------- |
| 2003–2004 | SD Gundam Force | Zapper Zaku / Kao Lin / Entengo | 35 episodios; como Danny Katiana |
| 2010      | Bleach          | Shusuke Amagai                  | Recurrente                       |

### Películas
| Año  | Título                                         | Papel                                | Notas                                 |
| ---- | ---------------------------------------------- | ------------------------------------ | ------------------------------------- |
| 1988 | Mississippi Burning                            | Pasajero                             |                                       |
| 1994 | The Hard Truth                                 | Michael Durbin                       |                                       |
| 1994 | Drop Zone                                      | Mike Milton                          |                                       |
| 1995 | Nick of Time                                   | Videógrafo de JBN                    |                                       |
| 1996 | Female Perversions                             | Chico de oficina                     |                                       |
| 1997 | Breakdown                                      | Productor                            | Sin acreditar                         |
| 1998 | I'm Losing You                                 | El dentista                          |                                       |
| 1999 | Snowden's Christmas                            | Voz                                  | Película para televisión              |
| 2000 | The Good Doctor                                | Jack Hilts                           | Corto                                 |
| 2001 | When Billie Beat Bobby                         | Productor de NY                      | Película para televisión              |
| 2002 | The Chubbchubbs!                               | Portero                              | Corto                                 |
| 2002 | Murderous Camouflage                           | Tipo gordo                           |                                       |
| 2003 | Terminator 3: la rebelión de las máquinas      | Sr. Jones                            |                                       |
| 2011 | Neander-Jin: The Return of the Neanderthal Man | Martin Arnold                        |                                       |
| 2011 | Chop Kick Panda                                | Zibo / Slade (voz)                   | Como Danny Katiana                    |
| 2011 | Puss in Boots: A Furry Tail                    | Denogorgon the Skull (voz)           | Como Danny Katiana                    |
| 2011 | Tappy Toes                                     | Narrador / Buddy / Thrasher (voz)    | Como Danny Katiana                    |
| 2011 | Daddy, I'm a Zombie                            | Frizcko / Thorko (voz)               | Doblaje en inglés; como Danny Katiana |
| 2012 | Cupid, Inc.                                    | Antonio                              | Película para televisión              |
| 2012 | Dark Course                                    | Howie (voz)                          | Corto                                 |
| 2012 | Superman vs. The Elite                         | Hombre desecado (voz)                |                                       |
| 2014 | Ross and Gil Are Zombies                       | Rick                                 | Corto                                 |
| 2014 | Tom and Jerry: Santa's Little Helpers          | Tom Diablo / Tom Ángel (voz)         |                                       |
| 2014 | Strawberry Barbara                             | Lou                                  | Corto                                 |
| 2014 | Absent                                         | Bill                                 | Corto                                 |
| 2015 | The Nutcracker Sweet                           | Rey Ratón / Screech / Soldados (voz) |                                       |
| 2016 | The Old & The Feeble                           | Richard                              | Corto                                 |
| 2017 | Detective Conan: Crimson Love Letter           | Heizo Hattori (voz)                  | Doblaje en inglés                     |
| 2017 | Monkey King Reloaded                           | Demonio Salvaje (voz)                | Como Danny Katiana                    |
| 2019 | The Queen's Corgi                              | Jefe (voz)                           | Doblaje en inglés                     |
| 2020 | We Bare Bears: The Movie                       | Voces adicionales                    | Película para televisión              |
| 2021 | Seal Team                                      | Crunch (voz)                         |                                       |
| 2022 | Tom and Jerry: Snowman's Land                  | Meathead / Narrador (voz)            |                                       |

### Televisión
| Año       | Título                           | Papel                                                                                   | Notas                                                   |
| --------- | -------------------------------- | --------------------------------------------------------------------------------------- | ------------------------------------------------------- |
| 1991      | Golden Years                     | Paramédico                                                                              | Episodio: "Not on My Watch"                             |
| 1991–1996 | Law & Order                      | Dr. Cohen / Técnico Forense Rosen                                                       | 3 episodios                                             |
| 1992      | Dream On                         | Al                                                                                      | Episodio: "It Came from Beneath the Sink"               |
| 1992      | Camp Wilder                      | Carl                                                                                    | Episodio: "Something Wilder"                            |
| 1993      | The New WKRP in Cincinnati       | Davey Gluck                                                                             | Episodio: "Old Boyfriend"                               |
| 1993      | Beverly Hills, 90210             | Bobby Pandolfo                                                                          | Episodio: "Perfectly Perfect"                           |
| 1993      | Dinosaurios                      | Guardia                                                                                 | Episodio: "The Clip Show II"                            |
| 1993      | The Mommies                      | Santa #1                                                                                | Episodio: "Christmas"                                   |
| 1995      | Party of Five                    | Defensor úblico                                                                         | Episodio: "All-Nighters"                                |
| 1995      | Living Single                    | Steve                                                                                   | Episodio: "Another Saturday Night"                      |
| 1995      | Platypus Man                     | Hombre #1                                                                               | Episodio: "Dying to Live"                               |
| 1995–1997 | Weird Science                    | Sr. Frehley / Shopkeeper / Hygelac                                                      | 3 episodios                                             |
| 1996      | Maybe This Time                  | Alvin                                                                                   | 2 episodios                                             |
| 1996      | Saved by the Bell: The New Class | Sr. Dimmick                                                                             | Episodio: "Unequal Opportunity"                         |
| 1996      | Boston Common                    | Ed                                                                                      | Episodio: "This Ain't No Party, This Ain't No Disco..." |
| 1997      | Between Brothers                 | The Guy                                                                                 | Episodio: "The Interview"                               |
| 1998      | Buffy the Vampire Slayer         | Sr. Whitmore                                                                            | Episodio: "Bad Eggs"                                    |
| 1998      | Melrose Place                    | Irv Zuckis                                                                              | Episodio: "Ball n' Jane"                                |
| 1999      | Felicity                         | Obi-Wan Kenobi                                                                          | Episodio: "The Force"                                   |
| 1999      | Ladies Man                       | Arthur                                                                                  | Episodio: "No Cinco, Seis!"                             |
| 2001      | Strong Medicine                  | Vic Nabokov                                                                             | Episodio: "Complications"                               |
| 2001      | Boston Public                    | Sr. Delgado                                                                             | Episodio: "Chapter Sixteen"                             |
| 2001      | The Drew Carey Show              | Vendedor                                                                                | Episodio: "Mr. Faffoon's Wild Ride"                     |
| 2002      | Providence                       |                                                                                         | Episodio: "Limbo"                                       |
| 2002      | Family Affair                    | Chico Hot Dog                                                                           | Episodio: "Mrs. Beasley Disappears"                     |
| 2002      | ER                               | Chico How Ya Doin                                                                       | Episodio: "Insurrection"                                |
| 2003      | American Dreams                  |                                                                                         | Episodio: "Past Imperfect"                              |
| 2003      | The Practice                     | Abogado George Collins                                                                  | Episodio: "Cause of Action"                             |
| 2006      | Malcolm in the Middle            | Papá de Heidi                                                                           | Episodio: "Lois Strikes Back"                           |
| 2008      | Women's Murder Club              | David                                                                                   | 2 episodios                                             |
| 2008–2009 | The Mr. Men Show                 | Mr. Nervous / Mr. Nosy                                                                  | 103 segmentos; como Danny Katiana                       |
| 2009–2012 | Olivia                           | Padre / Doctor Trouble / Otras voces (voz)                                              | 53 episodios; como Danny Katiana                        |
| 2010      | In Plain Sight                   | Eli Becker                                                                              | Episodio: "WitSec Stepmother"                           |
| 2010      | Hawthorne                        | Dr. Embry                                                                               | Episodio: "Final Curtain"                               |
| 2010      | Law & Order: LA                  | Moshie                                                                                  | Episodio: "Hollywood"                                   |
| 2010–2019 | El libro de la selva             | Bala                                                                                    | 58 episodios; como Danny Katiana                        |
| 2011      | 90210                            | Director                                                                                | 2 episodios                                             |
| 2011–2016 | La gatita Poppy                  | Rocket Cat                                                                              | Como Danny Katiana                                      |
| 2011      | Weeds                            | Reparador de lámparas                                                                   | Episodio: "From Trauma Cometh Something"                |
| 2012      | The Finder                       | Barry Verlinger                                                                         | Episodio: "Swing and a Miss"                            |
| 2012–2015 | Oh Noah!                         | Señor Rodríguez, voces adicionales                                                      | 12 episodios; como Danny Katiana                        |
| 2013      | Mad Men                          | Dr. Shelly Hecht                                                                        | Episodio: "The Crash"                                   |
| 2013      | La leyenda de Korra              | Gang / Director Asistente (voz)                                                         | 4 episodios                                             |
| 2014–2018 | Space Racers                     | Coach Pigeon / Voyager One / Trogon (voz)                                               | 70 episodios; como Danny Katiana                        |
| 2014–2021 | El show de Tom y Jerry           | Spike / Meathead / Director                                                             | 73 episodios                                            |
| 2015      | RelationFixTM                    | Rich                                                                                    |                                                         |
| 2015–2017 | Clarence                         | Papá de Belson / Hombre calvo / Hombre de atrás / Trabajador de cubículo 2 (voz)        | 3 episodios                                             |
| 2017      | What's the Frequency?            | Slick                                                                                   | 3 episodios                                             |
| 2017      | The Summoning                    | Hombre malo / Trol / Scaroar                                                            | Episodio: "Pilot"                                       |
| 2017      | Dan Is Dead                      | Sol Epsten                                                                              | Episodio: "Never Say No to Greatness"                   |
| 2017–2018 | Barbie Dreamtopia                | Elephant King                                                                           | 3 episodios; como Danny Katiana                         |
| 2017–2018 | GO! Cartoons                     | Klod / Hombre enojado / Samurai / Narrador / Ave 1 / Hombre malo / Trol / Scaroar (voz) | 3 episodios; como Danny Katiana                         |
| 2017–2019 | We Bare Bears                    | Voces adicionales (voz)                                                                 | 3 episodios                                             |
| 2018–2019 | Shaboom!                         | Voces adicionales / Sakhi (voz)                                                         | 2 episodios; como Danny Katiana                         |
| 2019      | WTF 101                          | Raoul                                                                                   | Episodio: "Duels"                                       |
| 2019      | Sherwood                         | Voces adicionales                                                                       | 10 episodios                                            |
| 2019      | Helluva Boss                     |                                                                                         | Director de voz: "Pilot"                                |
| 2020      | Infinity Train                   | Ithmush Trundleshank, Nathaniel Trundleshank, Silas Trundleshank (voz)                  | Episodio: "The Family Tree Car"                         |
| 2020      | Solve: The Podcast               | Carl                                                                                    | Episodio: "Pretty Dead"                                 |
| 2021      | The Loud House                   | Leonard Loud (voz)                                                                      | Recurrente                                              |
| 2021      | Tom and Jerry in New York        | Spike                                                                                   | Protagonista                                            |
| 2022      | The Cuphead Show!                | Croaks                                                                                  |                                                         |

### Videojuegos
| Año  | Título                        | Papel                                            | Notas              |
| ---- | ----------------------------- | ------------------------------------------------ | ------------------ |
| 2004 | Halo 2                        | ILB: Major                                       | Uncredited         |
| 2007 | Mass Effect                   | Ethan Jeong                                      |                    |
| 2012 | Guild Wars 2                  | Hylek / Sergei / Dredge / Gigante / Norn / Human |                    |
| 2014 | SMITE                         | Kumbhakarna Spooky Dreams                        |                    |
| 2014 | The Elder Scrolls Online      | Voces adicionales                                |                    |
| 2014 | The Vanishing of Ethan Carter | Chad Carter                                      | Como Danny Katiana |
| 2016 | Dishonored 2                  | Nestkeeper                                       |                    |
| 2018 | Fallout 76                    |                                                  |                    |
| 2019 | World War Z                   | Greengold                                        |                    |
| 2019 | Asgard's Wrath                | Aegir / Belicistas de Tyr                        |                    |
| 2019 | Shenmue III                   | Zhengchan Duan                                   |                    |
| 2020 | Half-Life: Alyx               | Combine Guy                                      |                    |
| 2020 | Wasteland 3                   | PC Hard Ass - Masculino                          |                    |
| 2020 | Bugsnax                       | Cromdo Face                                      |                    |
| 2021 | Adios                         | Granjero                                         |                    |
| 2023 | Minecraft Legends             | The Unbreakable / Guardia del portal             |                    |